# Kenaf
Kenaf (Hibiscus cannabinus) ist eine tropische bis subtropische Pflanze aus der Familie der Malvengewächse, die zur Gewinnung der gleichnamigen Fasern und Öl angebaut wird.

## Merkmale
Kenaf hat eine Pfahlwurzel. Bei engem Stand wächst die Pflanze unverzweigt drei bis vier Meter hoch. Die Stängel sind rauhaarig und stachelborstig. Je nach Sorte sind sie grün oder rötlich bis violett. Die Blätter sind lang gestielt und weich behaart. Der Beiname cannabinus (hanfartig) lässt sich auf die Ähnlichkeit der Blattform mit der des Hanfes zurückführen. Je nach Sorte sind sie handförmig gelappt bis ganzrandig.

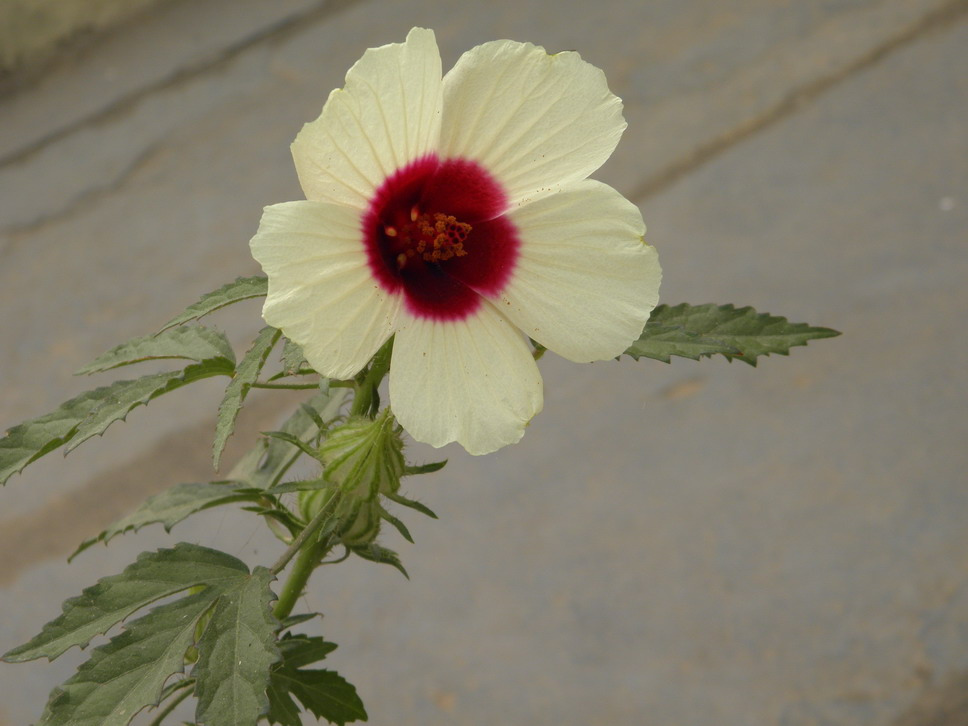
Blüte des Kenaf

Die Blüten sitzen einzeln in den oberen Blattachseln. Sie sind groß, weiß bis gelblich mit einem dunkelroten Fleck am Grund. Die Blüten öffnen sich vor Sonnenaufgang und verblühen bereits am Mittag des gleichen Tages. Es überwiegt Selbstbefruchtung. Die Fruchtkapseln sind kantig und fein behaart. Sie sind von den verhärteten, stacheligen Kelchblättern umgeben. Zur Reife springen die Kapseln mit fünf Klappen auf und entlassen die 5 × 3 Millimeter großen Samen. Diese sind grauschwarz und keilförmig-kantig. Sie enthalten 15 % bis 20 % eines halbtrocknenden Öls.
Der Fasergehalt der Rinde ist im blütentragenden Teil geringer als im unteren. Er beträgt zwischen 2,5 % und 5 %. Die Einzelfasern sind 1,5 bis 11 Millimeter lang (Mittel 2,4 Millimeter), bei einem Durchmesser von 12 bis 36 Mikrometer (Mittel 20 Mikrometer).
Kenaf ist diploid bei einer Chromosomenzahl von 2n=36.

## Vorkommen
Kenaf stammt aus dem afro-asiatischen Raum, ist nicht frosthart und in Mitteleuropa deshalb nur einjährig. Ohne Frost kann die Pflanze jedoch auch mehrjährig sein. Die Hauptanbaugebiete liegen in Indien, China und Südostasien.

## Anbau
Die günstigsten Bedingungen liegen bei einer Temperatur zwischen 15 °C und 27 °C, sodass das potentielle Anbaugebiet von 45° nördlicher bis 30° südlicher Breite liegt. Während der Wachstumszeit sollten in 2,5 bis 4,5 Monaten zwischen 500 und 700 mm Niederschlag fallen. Als Boden sind sandige Lehme und Lehmböden bei pH-Werten zwischen 5 und 7 optimal. Bei Trockenperioden reicht das Grundwasser aus, sofern es nicht tiefer als 1,5 Meter liegt, ansonsten ist Bewässerung nötig. Für die Faserbildung ist ausreichende Zufuhr von Phosphor und Kalium nötig. Empfohlen wird: Phosphat 60 kg/Hektar, Kalium 120 kg/Hektar, Stickstoff erste Gabe 20 bis 30 kg/Hektar, zweite Gabe 50 bis 60 kg/Hektar. Pflege ist in der Regel nur in den ersten drei Wochen nach der Aussaat nötig. Die Vegetationsperiode beträgt 70 bis 140 Tage.
Bei nicht standortgerechtem Anbau ist Kenaf empfindlich gegen Wurzelfäule und Anthraknose (Colletotrichum hibisci). Während des Wachstums bindet 1 Tonne Kenaf etwa 1,5 Tonnen CO2 und weist damit eine der höchsten CO2-Adsorptionsraten überhaupt innerhalb der Pflanzenwelt auf.
Die Ernte erfolgt nach Erscheinen der ersten fünf bis zehn Blüten. Gleich nach der Mahd wird der Kenaf entrindet. Das Rösten dauert bei Wassertemperaturen über 24 °C acht bis 12 Tage.

### Anbau in Mitteleuropa
Kenaf hat höhere Wärmeansprüche als der Mais, gedeiht am besten auf mittelschweren unkrautfreien Böden und reagiert etwas empfindlich auf Sommertrockenheit. Er erreicht in vier bis fünf Monaten eine Höhe von 3,5 bis 4 m. Nutzbare Pflanzenteile sind die Stängel, die sich – analog zum Hanf – in Langfasern und in Schäben (mit Kurzfasern) aufteilen. Der Gesamtertrag liegt bei etwa 8 t/ha bei einem Faseranteil von 20 %. Aufgrund der hohen klimatischen Ansprüche können Kenaf allerdings nur geringe Chancen in Deutschland eingeräumt werden.
Die Aussaat von Kenaf erfolgt in Mitteleuropa in der Zeit von Mitte Mai bis Anfang Juni. Die Saatstärke liegt bei 35 bis 40 keimfähigen Samen je m2, die Saattiefe bei 3–4 cm. Für eine mechanische Unkrautbekämpfung ist ein Reihenabstand von 40–50 cm einzuhalten. Die für die Keimung erforderliche Bodentemperatur liegt bei 12 °C, für ein Wachstum erforderlich ist eine Temperatur von mindestens 16 °C. Die Keimung verläuft schnell, die Jugendentwicklung hingegen langsam, das Streckungswachstum setzt Ende Juli, Anfang August ein. Wegen der hohen Temperaturansprüche ist Kenaf konkurrenzschwach und auf eine effiziente Unkrautbekämpfung angewiesen. Unkräuter sind schon im Keim- bis 2-Blatt-Stadium zu bekämpfen, eine mechanische Bekämpfung ist ab 15 cm Pflanzenhöhe des Kenaf möglich. In günstigen Lagen und in guten Jahren erscheint auf Böden mit guter N-Mineralisierung eine Gabe von 30 kg N je ha ausreichend. Die wichtigste Krankheit ist die Grauschimmelfäule (Botrytis cinerea).

## Produktionszahlen
| Region                    | Menge (1.000 t) | Rang | Land                | Menge (1.000 t) |  |
| ------------------------- | --------------- | ---- | ------------------- | --------------- |  |
| Welt                      | 341,12          | 1    | Indien              | 139,70          |  |
| Asien                     | 279,15          | 2    | Volksrepublik China | 86,80           |  |
| Lateinamerika und Karibik | 38,08           | 3    | Thailand            | 36,00           |  |
| Afrika                    | 13,19           | 4    | Brasilien           | 26,10           |  |
| Naher Osten               | 3,70            | 5    | Vietnam             | 10,50           |  |
| Entwicklungsländer        | 334,12          | 6    | Kuba                | 10,00           |  |
| Industrieländer           | 7,00            | 7    | Indonesien          | 4,00            |  |
|                           |                 | 8    | Pakistan            | 1,50            |  |
|                           |                 | 9    | Kambodscha          | 0,65            |  |

Explizite Zahlen zur weltweiten Produktion von Kenaf existieren nicht. Von der FAO wird Kenaf zusammen mit anderen juteähnlichen Faserpflanzen in der Kategorie „Kenaf and allied fibres“ (Kenaf und ähnliche Fasern) aufgeführt. Zu den von der Verwendung her juteähnlichen Faserpflanzen gehört z. B. Roselle. Die nebenstehende Tabelle zeigt die weltweite Produktion von Fasern der FAO-Kategorie „Kenaf and allied fibres“ für das Wirtschaftsjahr 2007/08.

## Nutzung

### Kenaffaser

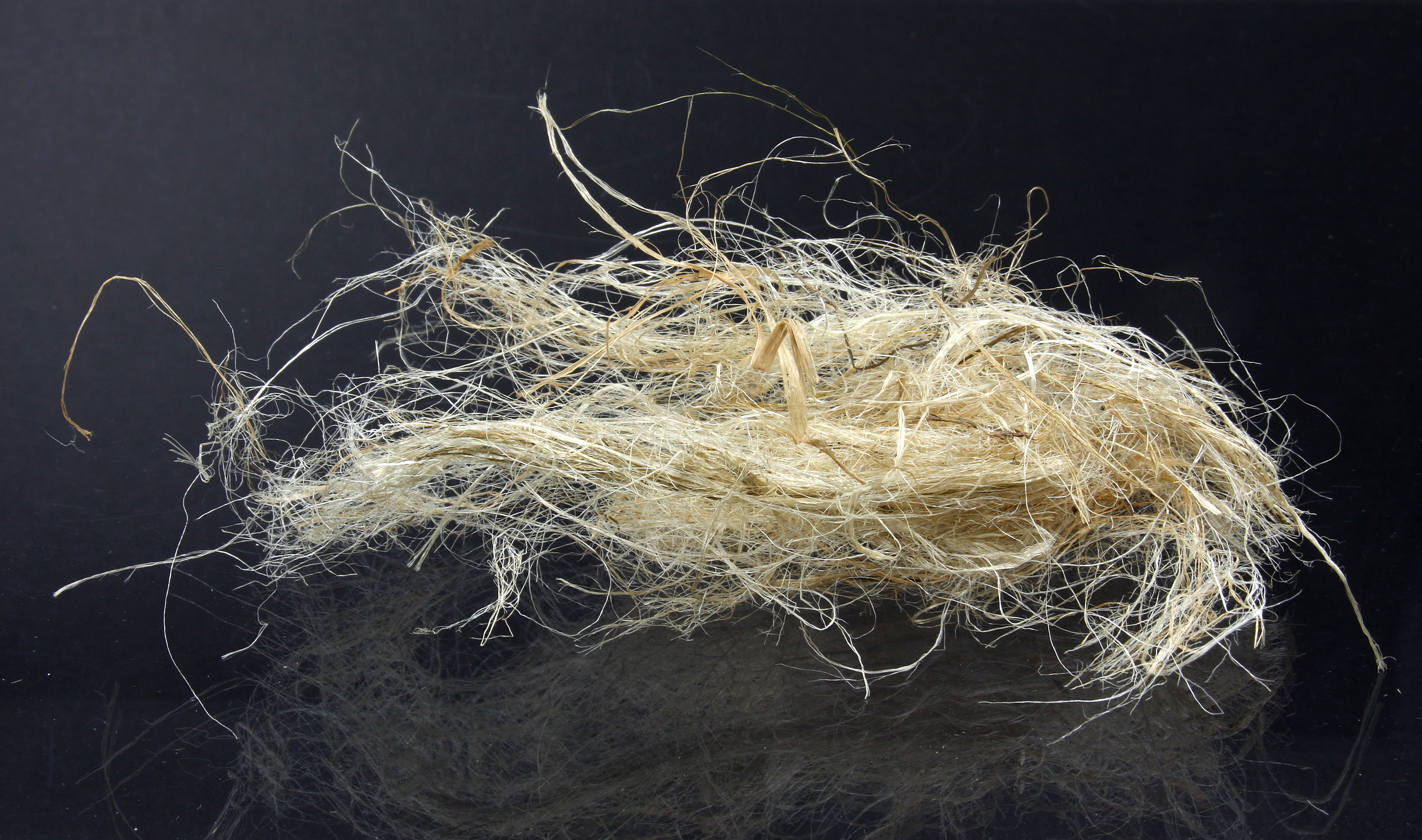
Kenaffasern

Wird Kenaf zur Fasernutzung angebaut, liegen die Fasererträge zwischen 1,8 und 2,5 Tonnen pro Hektar, im Optimalfall bei 3,5 Tonnen pro Hektar. Die Faser wird aus dem Bast des Stängels gewonnen, daher gehört die Kenaffaser zur Gruppe der Bastfasern. Die Fasern ähneln denen der Jute, enthalten jedoch etwa 5 % weniger Lignin, wodurch sie weniger lichtempfindlich sind. Die Kenaffaser besteht aus 44–57 Gew.-% Cellulose, 15–19 Gew.-% Lignin, 22–23 Gew.-% Pentosane und 2–5 Gew.-% Asche. Die Zugfestigkeit liegt z. B. bei 780 MPa (780 N/mm²), die Bruchdehnung zwischen 9,1 und 12,3 % und die Feuchtigkeitsaufnahme zwischen 12 und 14 %.
Kenaf wird traditionell für die Herstellung von Seilen oder Sacktuch verwendet. Neuere Anwendungsmöglichkeiten sind  Baumaterialien sowie die Nutzung als Adsorptionsmittel oder als Futter- oder Einstreumaterial für Nutztiere. Kenaf wird auch angebaut, um  Zellstoff für die Papierherstellung zu gewinnen. Der Ertrag beträgt rund 20 Tonnen Zellstoff pro Hektar. Auch beim Faseranbau werden die Reste zur Zellstoffherstellung verwendet, oder sie werden als Brennmaterial genutzt.
Kenaffasern können zudem als Verstärkungsfaser für naturfaserverstärkte Kunststoffe eingesetzt werden. Wie viele andere Naturfasern besitzt Kenaf gute mechanische Eigenschaften bei einer geringen Dichte. Da Kenaf kommerziell angebaut wird, sind die Fasern auch wirtschaftlich interessant. Eines der ersten mit Kenaffasern hergestellten Produkte ist ein Mobiltelefongehäuse der NEC Corporation aus kenaffaserverstärktem PLA. Bei PLA handelt es sich um ein Biopolymer, das Kenaf-verstärkte Material ist komplett biologisch abbaubar. Durch die Beimischung der Kenaffasern zum Kunststoff konnte eine Verbesserung der Wärmeformbeständigkeit sowie der Steifigkeit erreicht werden. Auch in Verbindung mit Polypropylen lassen sich Naturfaserverbundwerkstoffe herstellen, die ausgesprochen gute Zug- und Biegeigenschaften besitzen.
Ein wachsender Einsatzbereich von Kenaffasern ist der Automobilbau; Vorreiter ist hier das Unternehmen Toyota, das erstmals im Jahr 2000 Kenaf zur Türinnenverkleidung im Modell Toyota Celsior einsetzte und mittlerweile Kenaf für fünf verschiedene Fahrzeugkomponenten (z. B. für Sitzlehnen) in 27 Modellen, hauptsächlich der Oberklasse, verwendet. Auch zur Herstellung des vollelektrischen BMW i3 werden unter anderem Kenaffasern eingesetzt.

### Kenafsaat
Beim Anbau zur Öl- oder Saatgutgewinnung liegen die Erträge bei 0,7 bis 1,0 Tonnen Samen pro Hektar. Das Öl der Kenafsamen wird meist für technische Zwecke genutzt, es kann aber auch als Nahrungsmittel verwendet werden.